# Glinianka (rejon barski)
Glinianka, także Glinianki (ukr. Глинянка) – wieś na Ukrainie, w obwodzie winnickim, w rejonie barskim.